# 경쟁 가능 시장
경쟁 가능 시장 또는 컨텐스터블 마켓(contestable market) 이론은 경제학에서 1982년 제안자인 윌리엄 보멀과 주로 관련된 이론으로, 소수의 기업이 서비스를 제공하는 시장 (경제학)이 존재하기 때문에 잠재적인 단기 참가자의 수 덕분에 경쟁적 균형(따라서 바람직한 복지 결과)을 특징으로 한다고 주장했다.

## 이론
완전경쟁시장에는 세 가지 주요 특징이 있다.
1. 출입 장벽 없음
2. 매몰비용 없음
3. 동일한 수준의 기술에 대한 접근(기존 기업 및 신규 진입자 모두)

완벽하게 경쟁할 수 있는 시장은 현실에서는 불가능하다. 대신, 시장의 경쟁 정도에 대해 이야기한다. 경쟁 가능성이 높은 시장일수록 완전 경쟁 가능 시장에 가까워진다.
일부 경제학자들은 가격과 생산량을 결정하는 것은 실제로 시장 구조의 유형(독점 시장이든 완전 경쟁 시장이든)이 아니라 경쟁의 위협에 달려 있다고 주장한다.
따라서 예를 들어 높은 진입 장벽으로 보호되는 독점(예: 모든 전략적 자원을 소유함)은 경쟁에 대한 두려움 없이 초정상적이거나 비정상적인 이익을 얻을 것이다. 그러나 같은 경우에도 생산을 위한 전략적 자원을 보유하지 않으면 다른 기업이 쉽게 시장에 진입할 수 있으며, 이로 인해 경쟁이 심화되어 가격이 낮아질 수 있다. 그러면 시장이 더욱 경쟁적이 될 것이다. 매몰비용은 기업이 문을 닫은 후에는 회수할 수 없는 비용이다. 예를 들어, 새로운 회사가 철강산업에 진출한다면, 진입자는 새로운 기계를 구입해야 한다. 어떤 이유로든 새 회사가 기존 회사의 경쟁에 대처할 수 없는 경우 시장에서 나갈 계획을 세운다. 그러나 새로운 기업이 철강 생산을 위해 구입한 새 기계를 다른 산업의 다른 용도로 사용하거나 이전할 수 없다면 기계에 대한 고정 비용은 매몰 비용이 되므로 시장에 매몰 비용이 있으면 첫 번째 작업을 방해한다. (출구 장벽이 없다는 가정 하에) 그 시장은 경쟁의 여지가 없으며 어떤 기업도 철강 산업에 진입하지 않을 것이다.
기업이 제품의 평균 비용을 결정하는 데 도움이 되는 동일한 수준의 기술에 접근하는 것이 매우 중요하다. 상품 생산을 위한 더 많은 지식과 기술에 대한 접근권을 갖고 있는 기존 기업은 더 낮은 평균 생산 비용의 형태로 더 높은 규모의 경제를 누릴 수 있다. 정보나 기술이 부족한 상태로 시장에 진입하는 새로운 기업은 평균 생산 비용이 더 높아져 기존 기업과 경쟁할 수 없게 된다. 이는 새로운 회사가 시장에서 퇴출됨에 따라 기존 회사가 시장에서 독점력과 초정상적인 이익을 누리게 될 것이다. 문제에 대한 해결책은 정부가 지식과 기술에 대한 동등한 접근권을 제공하고 이를 위한 재정 자원을 제공하는 것일 수 있다.
기본적인 특징은 진입 및 퇴출 장벽이 낮다는 것이다. 이론적으로 완벽하게 경쟁할 수 있는 시장에는 진입이나 퇴출에 대한 장벽이 없다(경제학자 윌리엄 브록의 용어로 "마찰 없는 가역 진입"). 경쟁이 가능한 시장은 '뺑소니' 경쟁이 특징이다. 경쟁이 치열한 시장의 기업이 초과 이윤을 얻기 위해 가격을 인상한다면, 잠재적인 경쟁자들이 손쉬운 이윤을 위해 높은 가격을 이용하기를 희망하면서 시장에 진입할 것이다. 원래의 기존 기업이 정상적인 이익과 일치하는 수준으로 가격을 되돌려 대응하면 새로운 기업은 퇴출될 것이다. 그렇기 때문에 단일 기업 시장이라도 매우 경쟁적인 행동을 보일 수 있다.

## 같이 보기
- 독점적 경쟁
- 완전 경쟁